# Jean Du Blocq
Pour les articles homonymes, voir Du Blocq.
Jean Du Blocq, né le 25 mars 1583 à Mons (Belgique) et y décédé le 23 janvier 1656, est un frère jésuite belge, architecte de l'époque baroque. il construisit de nombreuses églises dans les anciens Pays-Bas méridionaux.

## Biographie
Dès son entrée au noviciat de la Compagnie de Jésus (à Tournai, en 1606) ses talents d’architecte sont mis à contribution. Il est l’auteur de premiers plans pour un collège à Mons (1607). Le premier projet réalisé fut cependant celui de l’église du collège et noviciat de Tournai, en 1608. Ensuite il y a l’église du collège de Bergues-Saint-Winoc (1610-1612).
Lorsque la province jésuite est divisée en deux en 1612, la 'flandro-belge' et la 'gallo-belge', Du Blocq est envoyé à Luxembourg pour y superviser la construction de l’église du collège jésuite. Il est possible qu’il reprit les plans, en les modifiant, du frère Huyssens, envoyé dans la province flandro-belge, étant donné son origine brugeoise. La construction de l’église (aujourd'hui cathédrale du diocèse de Luxembourg) commence en 1613 et se termine en 1621. 
Il revient à Tournai en 1621 où un nouveau projet lui est confié, sans doute celui du séminaire. Il y forme un groupe de frères jésuites qui seront ses collaborateurs immédiats. C’est ensuite l’église du collège de Douai (1622-1630). Il est également maître d’œuvre de l’église de Maubeuge (1620-1624) et de la seconde église du collège jésuite de Saint-Omer (1615-1636).
On doit encore à Du Blocq l’église de l’abbaye bénédictine Saint-André du Cateau (1634-1635), aujourd’hui église paroissiale Saint-Martin. Sur la fin de sa vie le frère architecte se retire au collège de sa ville natale de Mons où il meurt le 23 janvier 1656.